# Smithsonian American Art Museum
Das Smithsonian American Art Museum (SAAM) ist ein Museum der Smithsonian Institution in Washington, D.C. mit einer umfangreichen Sammlung US-amerikanischer Kunst.
Das Museum verfügt über ein breites Spektrum der amerikanischen Kunst, das alle Regionen und Kunstbewegungen in den Vereinigten Staaten abdeckt.
Unter den bedeutenden Künstlern, die in der Sammlung vertreten sind, befinden sich Nam June Paik, Jenny Holzer, David Hockney, Georgia O’Keeffe, John Singer Sargent, Albert Pinkham Ryder, Albert Bierstadt, Edmonia Lewis, Thomas Moran, James Gill, Edward Hopper und Winslow Homer.
Das Museum öffnete an seinem jetzigen Standort erstmals im Jahr 1968 für die Öffentlichkeit, nachdem das Smithsonian das Old Patent Office Building renoviert hatte, um dort seine Sammlung der bildenden Kunst auszustellen. Vorher wurde die Sammlung, deren Ursprung im Jahr 1829 liegt, im Smithsonian Institution Building an der National Mall gezeigt. The Smithsonian American Art Museum hatte im Lauf der Jahre viele Namen: Smithsonian Art Collection, National Gallery of Art, National Collection of Fine Arts, and National Museum of American Art. Seinen jetzigen Namen erhielt das Museum im Oktober 2000.
Im Juli 2006 vollendete das Smithsonian eine weitere Renovierung des Gebäudes. Bei der Renovierung wurden viele der außergewöhnlichen architektonischen Besonderheiten restauriert, wie die Arkaden, eine doppelte geschwungene Treppe, die Kolonnaden, die gewölbten Galerien, große Fenster und Oberlichter. Am 18. November 2007 öffnete der neue zentrale Innenhof mit einem geschwungenen Glasbaldachin, der vom Architekturbüro Foster + Partners entworfen wurde.
Das Museum teilt sich sein Gebäude mit der National Portrait Gallery, einem weiteren Smithsonian Museum. Obwohl die beiden Museen ihre Namen nicht geändert haben, sind sie gemeinsam als Donald W. Reynolds Center for American Art and Portraiture bekannt.
Das Museum ist außerdem die Heimat des Luce Foundation Center for American Art und des Lunder Conservation Center. Das Luce Foundation Center ist das erste einsehbare Kunst-Lagerungs- und Studienzentrum in Washington, D.C. Es präsentiert mehr als 3.300 Objekte in 64 Kästen aus Sicherheitsglas. Dies stellte ein Vervierfachung der bisher sichtbaren Kunstwerke dar. Das Luce Foundation Center zeigt Gemälde dichtgedrängt in Sektionen aufgehängt; Skulpturen, Kunsthandwerk und Volkskunst Objekte arrangiert auf Regalen und Miniaturen und Medaillen, die in geöffneten Schubladen liegen. Großformatige Skulpturen sind im Erdgeschoss. Interaktive Kiosksysteme versorgen die Besuchen mit Informationen über jedes Ausstellungsstück, inklusive einer Besprechung jedes Kunstwerkes, Künstlerbiografien, Aufnahmen von Interviews, Videoclips und Fotos.

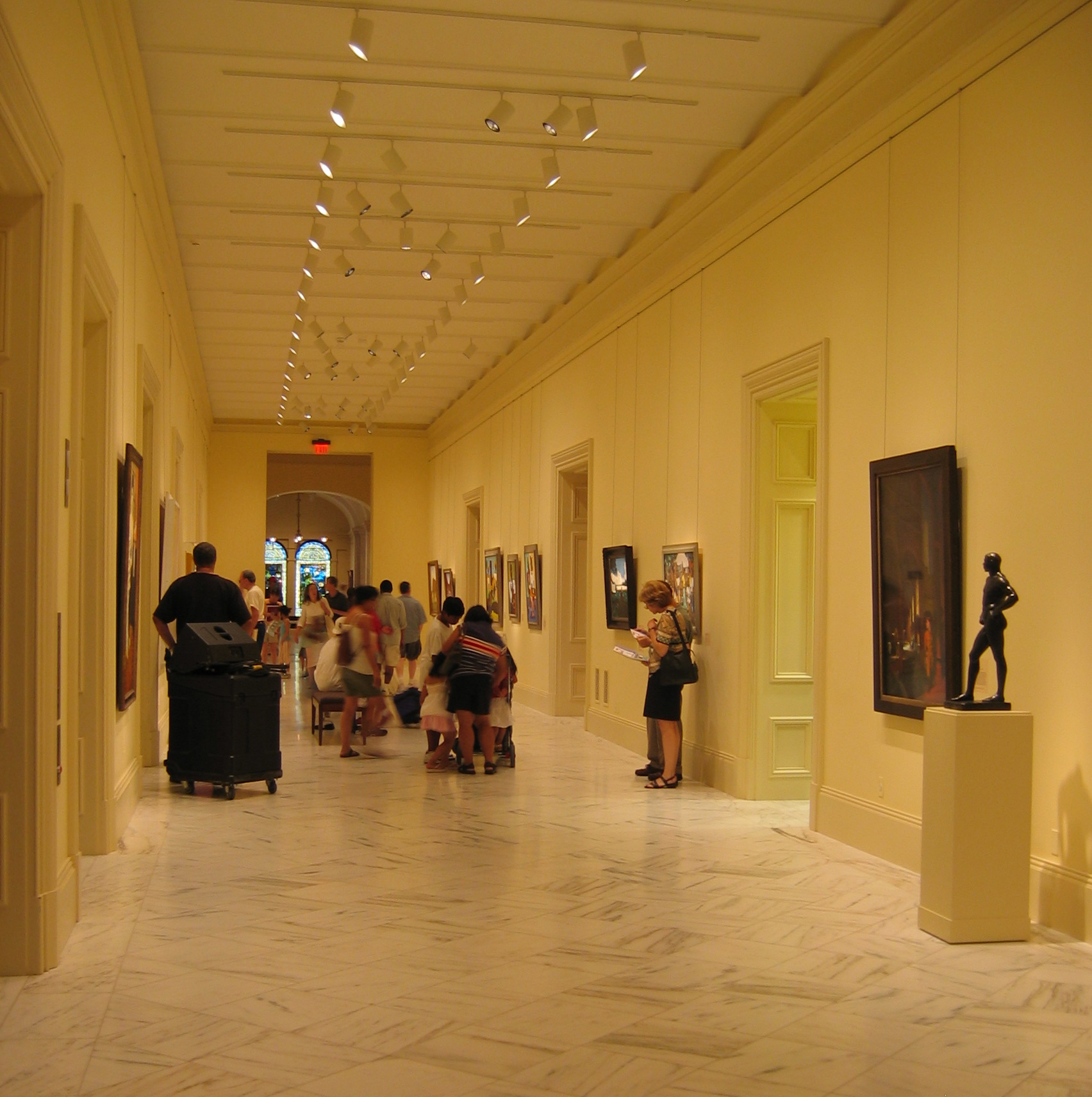
Smithsonian American Art Museum nach der Wiedereröffnung (2006)

Das Lunder Conservation Center ist die erste Kunstkonservierungseinrichtung, in der die Besucher permanent "hinter die Kulissen" schauen können. Durch deckenhohe Fenster können die Besucher den Angestellten bei der Überprüfung, Aufbereitung und Aufbewahrung von Kunstwerken zusehen. Es gibt fünf State-of-the-Art-Laboratorien und -Studios die zum Schutz von Gemälden, Drucken, Zeichnungen, Fotografien, Skulpturen, Volkskunstgegenständen, zeitgenössischen Kunsthandwerken, Kunsthandwerksgegenständen und Bilderrahmen ausgestattet. Angestellte des Smithsonian American Art Museums und der National Portrait Gallery arbeiten in the Lunder Center.

## Renwick Gallery
Auch unter der Schirmherrschaft des Smithsonian American Art Museum befindet sich die Renwick Galerie, eine kleine, historische Kunstausstellung an der Pennsylvania Avenue gegenüber dem Weißen Haus. Ursprünglich befand sich die Corcoran Gallery of Art in dem Gebäude. Zusätzlich zur Ausstellung einer großen Sammlung von zeitgenössischem amerikanischen Kunsthandwerk werden mehrere Hundert Gemälde des Museums hier gezeigt.